# 2003年7月
2003年7月的新闻事件：
请参看：
- 香港基本法第23条
- 加拿大同性婚姻
- 猴痘
- 以巴冲突
- 中东和平路线图
- 欧盟扩大
- 北朝鲜核危机
- 恐怖主义战争
- 阿富汗战争
- 美军占领伊拉克

## 2003年

### 7月31日
- 十名疑似朝鲜脫北者的人士闯入曼谷的日本駐泰國大使館要求政治庇护。（页面存档备份，存于）
- 秘鲁星期三再次向日本提出引渡藤森的要求。（页面存档备份，存于）
- 菲律宾总统阿罗约星期四要求国家检察官对参与兵变的军人提起诉讼。（页面存档备份，存于）

### 7月30日
- 阿拉伯一家电视台最近播放一盘据称是萨达姆的录音带。美国联邦调查局正在确认这个录音带是否真是萨达姆所录制。（页面存档备份，存于）
- 菲律宾武装部队情报部长维克托·科尔普斯准将辞职。（页面存档备份，存于）
- 比利时迫于国外的压力，修改了“万国管辖权法”。修正案将在本周末生效。（页面存档备份，存于）

### 7月29日
- 美军占领伊拉克：美军今天继续对伊拉克境内主要城市进行搜捕，包括萨达姆的家乡提克里特市，但是根据情报说，萨达姆比他们早一步离开被搜捕地点，但美军仍抓获了萨达姆的一名终身保镖。（页面存档备份，存于）（页面存档备份，存于）
- 美国著名喜剧演员鲍勃·霍普在华盛顿逝世，终年100岁。（页面存档备份，存于）
- 中国河北省一烟花厂发生爆炸，造成多人伤亡。（页面存档备份，存于）

### 7月28日
- 菲律宾总统阿罗约28日发表国情咨文的时候表示，将对兵变事件进行彻底调查。当日在菲律宾仍有反政府游行示威，要求阿罗约下台。（页面存档备份，存于）
- 第七届世界华商大会在马来西亚开幕。（页面存档备份，存于）
- 美军占领伊拉克：美军今天在搜捕行动中遇袭，两人受重伤。

### 7月27日
- 菲律宾总统阿罗约向兵变分子发出最后通牒，要求其在当天下午5点前撤离占领地，否则政府军将采取行动。（页面存档备份，存于）
- 朝鲜和韩国今天都举行了仪式，纪念朝鲜战争结束50周年。（页面存档备份，存于）

### 7月26日
- 日本宫城县南鄉町 (宮崎縣)发生里氏6.2级地震，造成数十人受伤。（页面存档备份，存于）
- 菲律宾总统阿罗约表示，一些军官将发动兵变，菲政府已对此采取措施，并以“完全控制”了局势。（页面存档备份，存于）
- 日本参议院通过决议，允许派遣日本自卫队支援伊拉克的重建工作，这次法案引起了民主党、共产党、社民党、自由党的在野党的强烈反对。韩国政府督促日本考虑周边国家对该决定的担忧。（页面存档备份，存于）
- 美国公布了乌代和库塞的德电视录像，以证明两人确实已经死亡。（页面存档备份，存于）
- 古巴今天举行盛大集会，纪念攻打蒙卡达兵营暨古巴起义50周年。（页面存档备份，存于）
- 美军占领伊拉克：3名美军士兵在对伊拉克巴格达东北部的Baquouba儿童医院进行保护时遇袭身亡。这使得在伊被杀美军人数上升到161人，比1991年海湾战争死亡人数要多14人。

### 7月25日
- 美国回应台湾公投议题时指出，美国没有看到台湾非“公投”不可的理由，美国坚持“一个中国”原则。（页面存档备份，存于）
- 台灣当局表示台湾将继续举行“全民公投”，并将于下周核定出“全國性公民投票委员会”。（页面存档备份，存于）
- 世界著名足球队西班牙甲级联赛冠军皇家马德里今天中午抵达昆明。（页面存档备份，存于）
- 中国外交部发言人孔泉25日否认了印度报纸报道的关于6月26日中国人民解放军越过中印边界控制线的说法。（页面存档备份，存于）
- 被小布什提名为海军部长的科林·麦克米伦被证实于24日在自家的农场里开枪自杀。（页面存档备份，存于）
- 联合国秘书长安南25日在一次讲话中呼吁美国和朝鲜尽早恢复北京会谈以找到解决当前朝鲜核危机的办法。（页面存档备份，存于）
- 美国总统布什已经下令向利比里亚派遣一支美军部队以协助该国恢复国家秩序。（页面存档备份，存于）
- 有消息指台湾总统陈水扁将派萧万长代表出席10月在曼谷举行的亚太经合会。（页面存档备份，存于）
- 中国水灾：台风伊布都对广西的影响基本结束。这次台风的袭击给广西带来直接经济损失4.996亿元。共有12人死亡。（页面存档备份，存于）
- 香港保安局局长叶刘淑仪今天正式离任。她在多份报章刊登启事，感谢一直支持她的朋友和家人。（页面存档备份，存于）
- 英超劲旅利物浦球队抵港，引起了大批球迷的欢迎。
- 有报纸批评天主教香港教区主教陈日君利用宗教名义煽动教徒反对政府。

### 7月24日
- 美国今天发表911事件最终调查报告。报告批评联邦调查局和中央情报局之间由于缺乏沟通，使得有可能避免发生的911事件没能够避免。（页面存档备份，存于）
- 尼日利亚北部地区发生霍乱，以尽造成至少74人死亡。这次霍乱的爆发是有当地饮用水受到污染引起的。（页面存档备份，存于）
- 据产经新闻报道，日本民主党和自由党党魁就两党合并事宜进行了商讨。两党希望在合并后可以上台执政，实现日本的“政党轮替”。（页面存档备份，存于）
- 香港政府表示，将在今年九月就香港基本法第23条立法继续向公众咨询。（页面存档备份，存于）

### 7月23日
- 23日下午，一名叫奥斯尼尔·艾斯丘的人企图枪杀纽约市政厅议员詹姆斯·戴维斯。其中戴维斯被送医院后死亡，艾斯丘也在被保安开枪击中数小时后死亡。（页面存档备份，存于）
- 巴勒斯坦总理马哈茂德·阿巴斯23日开始对美国进行访问，他将成为乔治·沃克·布什执政期间第一位巴勒斯坦领导人。（页面存档备份，存于）
- 有报道指美国在911事件后采取的新的签证制度使得大陆学生赴美留学的难度更大。（页面存档备份，存于）

### 7月22日
- 驻伊拉克美军证实在一次军事行动中，萨达姆的两个儿子乌代何库塞已经被打死。乔治·沃克·布什对这个消息表示欢迎。（页面存档备份，存于）
- 英国首相托尼·布莱尔离开北京前往上海继续访问行程。
- 英国首相托尼·布莱尔到清华大学与师生进行座谈。
- 正在中国访问的英国首相托尼·布莱尔表示，他将配合对英国国防部生化武器顾问戴维·凯利之死的调查。
- 最新的民意调查显示，由于戴维·凯利之死引起的情报风波使得布莱尔政府陷入了严重的信任危机。表示相信布莱尔的民众从上个月的51%下降到39%，而对他的评分则跌到-17。工党的领先优势也从12%剧降到2%。

### 7月21日
- 6名俄罗斯军人在与车臣非法武装交火中丧生。
- 李钟郁成为世界卫生组织新的总干事。

### 7月20日
- 法国尼斯税局外面的炸弹袭击造成16人受伤。（页面存档备份，存于）

### 7月19日
- 纽约中央公园庆祝建园150周年。
- 美国伊拉克管理委员会表示新伊拉克总统的选举失败。
- 维也纳医生成功进行了人类舌头移植。

### 7月18日
- 英国国防部生化武器顾问戴维·凯利被发现在住处附近割脉自杀。有人认为这与英国政府有关。并称戴维·凯利是当前政策下的牺牲品。

### 7月17日
- 印度拒绝了美国要求其向伊拉克派兵的要求。美国外交大臣表示这不会影响印美关系。

### 7月16日
- 香港特區行政長官董建華分別接受梁錦松及葉劉淑儀辭去財政司司長及保安局局長的請求。

### 7月15日
- 中国第二次北极科学考察队从大连起程。（页面存档备份，存于）
- 古巴发生劫持轮船事件，被劫船只进入巴哈马领海。

### 7月14日
- 德国举办沙雕节。
- 英国首相托尼·布莱尔取消接受美国会金质勋章计划。
- 长江今年最大一次洪峰进入湖北。（页面存档备份，存于）
- 金正日会见中国政府特使戴秉国。（页面存档备份，存于）
- 法国举行盛大国庆阅兵。

### 7月13日
- 伊拉克执委会宣布萨达姆下台之日为国定假日。（页面存档备份，存于）

### 7月12日
- 台灣決定14日恢復因為SARS而暫停的對香港人的14天臨時落地簽證辦理。（页面存档备份，存于）
- 美国核动力航空母舰“列根号”服役。这是美国第一艘以尚在人世的总统人物命名的航空母舰。

### 7月11日
- 台灣台北縣福隆海水浴場開始展開一連三天的第四屆貢寮國際海洋音樂祭。

### 7月10日
- 前国际发展部部长Clare Short要求英国首相托尼·布莱尔自愿离职。在伦敦市政厅接见比尔·克林顿的布莱尔对此没有发表评论。
- 同性恋权利推动者Peter Tatchell声称英国国教第二大主教Hope of York是同性恋。他之前曾经把自己的性取向表述成“灰色地带”。
- 香港發生屯門公路雙層巴士墮坡事故，一輛行走麗瑤邨至天恆邨的九巴265M線雙層巴士在早上於屯門公路疑被貨櫃車切線，將巴士推至路邊，不久巴士即墮下數十米山坡，車長及20名乘客死亡，另造成20名乘客受傷，成為香港史上最多人死亡的車禍。

### 7月9日
- 美国政府星期二宣称另有两名前伊拉克政府的高级官员被捕。Mizban Khadr al-Hadi是伊拉克前政府Baath Party地区的高级指挥官以及革命司令委员会的成员，Mahmud Dhiyab al-Ahmad是前内政部大臣。
- 耐克宣布以3.05亿美元收购Converse。

### 7月8日
- 苏丹一架波音客机坠毁，116人丧生。（页面存档备份，存于）
- 美国白宫发言人7号表示，乔治·沃克·布什总统对伊拉克关于伊拉克从非洲购买用于生产核武器的指控是根据“不完整和不准确”的情报发表的。美国驻加蓬大使威尔逊表示曾向美国政府报告说情报可能是假的，但美国白宫官员则表示没有收到过报告。（页面存档备份，存于）
- 在应意大利要求下举行的欧盟会议最近就建立欧洲国家“电子政府”的决定表示同意。（页面存档备份，存于）
- 8日，在黎巴嫩广播公司和卡塔尔半岛电视台播放了一盒据称是萨达姆最新录音的录音带。录音带中的人号召伊拉克人民继续抵抗美军的进攻。如果这盒录音带是真实的话，那将是萨达姆仍然存活的最新证据。美国联邦调查局正在就这盒录音带进行分析。（页面存档备份，存于）
- 伊朗一对连体姐妹在新加坡接受脑部分离手术失败，两人先后死亡。（页面存档备份，存于）
- 美国总统布什7月8日在塞内加尔发表的演讲中对非洲奴隶表示的敬意，并称奴隶制是“历史上最严重的罪行之一”。（页面存档备份，存于）
- 加拿大同性婚姻：加拿大British Columbia省的一个法院判决同性恋夫妇可以在该省结婚，并立即生效。这个省现在成为对同性恋婚姻合法化进行立法的加拿大第二个省、以及西半球第二个政治管辖区内。这个判决类似于2003年6月10日在安大略省的判决。

### 7月7日
- 韩国总统卢武铉访华。（页面存档备份，存于）
- 北京周口店附近发现与山顶洞人同期的古人类化石。
- 大连海边发生罕见的海市蜃楼奇特景观。（页面存档备份，存于）
- 中央财政紧急拨付安徽7800万支持防洪抢险救灾。（页面存档备份，存于）
- 美国总统乔治·沃克·布什启程非洲，开始对塞内加尔、南非、乌干达、博茨瓦纳和尼日利亚进行访问。
- 微软国家广播公司（MSNBC）解雇了一名保守脱口秀的主持人Michael Svage，因为他发表了反同性恋言论，包括对一个来电的同性恋者说他“只应该得艾滋病并死去”。同性恋权力组织GLAAD对这个决定表示欢迎。[]

### 7月6日
- 美国科学家最近表示他们通过混合男女细胞首次在实验室培养出了一个双性人类胚胎，这个消息的传出引起了人们的广泛争论。（页面存档备份，存于）
- 美国将向利比亚派出一个人道主义援助小组以评估该国局势，有分析人士认为，这可能意味着美军将大军派兵利比亚。（页面存档备份，存于）
- 法国科西嘉岛6号举行全民公投，以扩大当地的自治权和改革政治体制。这将有利于结束当地分离主义分子对法国中央政府的敌对活动。（页面存档备份，存于）

### 7月5日
- 香港特别行政区行政长官董建华和全国人大常委会今天都发表谈话表示支持香港基本法第23条的立法。（页面存档备份，存于）
- 台湾已经被世界卫生组织从SARS疫区名单上除名，现在全球已经没有SARS疫区。（页面存档备份，存于）
- 俄罗斯莫斯科的一个摇滚音乐会上发生自杀性爆炸事件，至少造成20人死亡，30多人受伤。两个引爆者当场死亡。目前警方对此事还没有作出评论。（页面存档备份，存于）
- 印度尼西亚亚齐省的军事行动达到45天，已经有325名“自由亚齐运动”武装分子被打死，258人被捕，256人投降。（页面存档备份，存于）
- 美国总统今天在庆祝美国独立日时发表讲话重申美国将继续“先发制人”的打击对美国构成威胁的“恐怖组织或非法政权”。（页面存档备份，存于）

### 7月4日
- Wavecom“微型手机开发实验室”在北京正式发布。
- 中国大陆赴台人士不需隔离 但仍要量体温十天。（页面存档备份，存于）

### 7月3日
- 据凤凰网引用外国媒体的消息报道说，中国军方、国家海洋局和民政局将开放对无人海岛的开发权，香港保钓人士对此表示，他们将考虑向全球华人筹款资金，租界被日本侵占的钓鱼台岛。（页面存档备份，存于）
- 由于印尼军方正在亚齐省进行对反政府武装的扫荡活动，印尼政府宣布将对在亚齐省的新闻报道进行严格限制。（页面存档备份，存于）
- 美国总统布什表示虽然最近最高法院的判决使得保守派人士担心国家将对同性婚姻的立法打开大门，但是现在制定禁止同性婚姻的宪法条例可能不是必须的。
- 朝鲜星期二表示，朝鲜可能放弃1953年达成的停战协议，并表示，如果朝鲜遭到经济封锁，朝鲜将进行“无情的报复措施”。（页面存档备份，存于）
- 根据加拿大广播公司的报道，世界卫生组织已经把多伦多从非典疫区的名单上除名。现在仍在疫区名单上的台湾有望在7月5日从名单上除名。（页面存档备份，存于）
- 对于美国决定终止向未给予美国公民免受国际刑事法庭起诉的“豁免权”的35个国家提供军事援助的决定，欧盟发言人迭戈·德奥洁达表示遗憾。（页面存档备份，存于）
- 由于越来越多的美军士兵在伊拉克遭袭以及美国民众对这一现象的不满情绪日益增加，美国总统乔治·沃克·布什对伊拉克武装分子发出警告。（页面存档备份，存于）
- 淮河汛情告急，王家坝开闸泄洪。（页面存档备份，存于）
- 温哥华获2010年冬奥会举办权。
- 北京昌平的明十三陵和南京的明孝陵作为“明清皇家陵寝”的扩展项目，列入世界文化遗产。
- 美国政府决定悬赏2500万美元查找萨达姆的下落。（页面存档备份，存于）

### 7月2日
- 菲律宾首都马尼拉地区最近出现潜在反华危机，部分大街上贴满排华传单，且有相关的手机传言满天飞，事件已在华侨社会引起紧张气氛。（页面存档备份，存于）
- 一艘载有21名船员的日本渔船在日本南部与一艘巴拿马注册的货船相撞，随后沉没，造成1人死亡，6人失踪。（页面存档备份，存于）

- 中国人民银行下调境内小额外币存款利率。
- 联合国教科文组织世界遗产委员会一致决定将中国云南省的“三江並流”列入该组织的《世界遗产名录》，从而使中国列入这一名录的自然和文化遗产项目达到２９个。
- 欧洲议会通过的关于转基因食品的新法规。（页面存档备份，存于）
- 加拿大温哥华成为2010年第21届冬季奥林匹克运动会的主办城市。

### 7月1日
- 伊朗邀请国际原子能机构官员到伊朗访问，讨论对伊朗的核查问题。（页面存档备份，存于）
- 代号为“比尔”的热带风暴登陆墨西哥湾，该风暴已经造成4人受伤，并造成了一些地区停电。（页面存档备份，存于）
- 美国对伊拉克人实施的扣押制度引起了包括国际人权大赦国际等一些人权组织的谴责。（页面存档备份，存于）
- 英国政府表示，将在今年内向议会提交议案，赋以同性恋伴侣更多的权利。但是因为苏格兰地区有自行制定民法关系法律的权利，所以即使这个议案获得通过，也只适用范围英格兰和威尔斯地区的男女同性恋人士。（页面存档备份，存于）
- 中国共产党成立82周年，胡锦涛在学习“三个代表”研讨会上发表重要讲话。（页面存档备份，存于）
- 2003学年度台湾大学指定科目考试今日开始举行。（页面存档备份，存于）
- 朝鲜人民军对美国增强驻韩美军发出严厉警告。（页面存档备份，存于）
- 美军车在巴格达以南遇袭，有４名美军士兵丧生，另有２名士兵和１名伊拉克平民受伤。（页面存档备份，存于）
- 中国军方总参谋部、国家海洋局、民政局联合公布，开放六千多个无人海岛的开发权，民间可租用五十年。同日中国第一部有关无居民海岛管理制度《无居民海岛保护与利用管理规定》正式施行。（页面存档备份，存于）
- 三峡工程第一台发电机组开始进行72小时并网试运行。
- 中国实施网络文化管理暂行规定。（页面存档备份，存于）
- 希腊总统斯特凡诺普洛斯在总统府会见了正在这里访问的中国外交部长李肇星。
- 日本宇宙往返机在瑞典进行的飞行实验中意外坠毁。（页面存档备份，存于）
- 香港五十萬人反基本法廿三條立法大遊行。